# Clavicula
Clavicula er den latinske betegnelse for nøglebenet (eller kraveben). Nøglebenet danner led med brystbenet (sternum) og skulderbladets (scapula) øverste knoglefremspring.
Det er blandt andet hæfte for flere muskler.
| Anatomi | Spire Denne artikel om anatomi er en spire som bør udbygges. Du er velkommen til at hjælpe Wikipedia ved at udvide den. |